# Kubische Gleichung

Graph einer Funktion 3. Grades; die Nullstellen (y = 0) sind dort, wo der Graph die x-Achse schneidet. Dieser Graph hat drei reelle Nullstellen.

Eine kubische Gleichung ist eine Bestimmungsgleichung, die sich auf die Form
{\displaystyle A\cdot x^{3}+B\cdot x^{2}+C\cdot x+D=0}
bringen lässt. {\displaystyle A,B,C} und {\displaystyle D} sind die Koeffizienten der Gleichung, wobei {\displaystyle A\neq 0} vorausgesetzt wird. Die Variable {\displaystyle x} bezeichnet die Unbekannte. Weil die Nullstellen eines Polynoms dritten Grades gesucht sind, spricht man auch von einer algebraischen Gleichung oder Polynomgleichung dritten Grades.
Im Falle reeller Koeffizienten lässt sich eine kubische Gleichung geometrisch deuten, nämlich durch den Funktionsgraphen der kubischen Funktion mit der Gleichung {\displaystyle f(x)=A\cdot x^{3}+B\cdot x^{2}+C\cdot x+D}. Die reellen Lösungen der Gleichung entsprechen den Schnittpunkten des Funktionsgraphen mit der {\displaystyle x}-Achse. Nach dem Zwischenwertsatz hat eine kubische Gleichung mindestens eine reelle Lösung. Andererseits kann sie höchstens drei reelle Lösungen haben.
Eine kubische Gleichung mit komplexen Koeffizienten hat stets drei komplexe Lösungen {\displaystyle x_{1},x_{2},x_{3}}, die auch zusammenfallen können. Dies folgt aus dem Fundamentalsatz der Algebra, nach dem sich jedes nicht konstante Polynom mit Koeffizienten aus {\displaystyle \mathbb {C} } in Linearfaktoren zerlegen lässt.
{\displaystyle A\cdot x^{3}+B\cdot x^{2}+C\cdot x+D=A\cdot (x-x_{1})\cdot (x-x_{2})\cdot (x-x_{3})}
Kubische Gleichungen werden nicht nur mit reellen oder komplexen Koeffizienten betrachtet, sondern allgemeiner mit Koeffizienten aus einem beliebigen Körper oder – noch allgemeiner – mit Koeffizienten aus einem Ring.
Kubische Gleichungen können in Körpern der Charakteristik ungleich 2 und 3 durch Radikale aufgelöst werden. Dies gelingt etwa mit Hilfe der Cardanischen Formeln.

## Lösungsansätze

### Raten einer Lösung

#### Verfahren
Kennt man eine Lösung {\displaystyle x_{1}}, so kann man das kubische Polynom mit Hilfe der Polynomdivision oder des Horner-Schemas durch {\displaystyle (x-x_{1})} dividieren und erhält so ein quadratisches Polynom. Die mit diesem Polynom gebildete quadratische Gleichung kann man mit Hilfe einer Lösungsformel lösen und erhält so die restlichen Lösungen {\displaystyle x_{2},x_{3}} der kubischen Gleichung. Dieses Verfahren ist aber nur für eine rationale Lösung {\displaystyle x_{1}} praktikabel. Bereits bei der irreduziblen Gleichung {\displaystyle x^{3}-6x-6=0} ist das Verfahren mit der noch relativ einfachen Lösung {\displaystyle x={\sqrt[{3}]{2}}+{\sqrt[{3}]{4}}} nicht mehr praktikabel, da die Koeffizienten der verbleibenden quadratischen Gleichung sehr kompliziert werden. In diesen Fällen lassen sich die Lösungen mit der unten genannten Cardanischen Formel leichter bestimmen.
Sind alle Koeffizienten der kubischen Gleichung ganzzahlig, so kann man versuchen, eine rationale Lösung zu raten, das heißt, durch Probieren zu finden. Ist der führende Koeffizient {\displaystyle A} vom Betrag gleich 1, so kann man die ganzzahligen Teiler des letzten Koeffizienten {\displaystyle D} durchprobieren (auch negative Werte!). Ist {\displaystyle A} von eins verschieden, so müssen alle Brüche, deren Zähler ein Teiler von {\displaystyle D} und deren Nenner ein Teiler von {\displaystyle A} ist, durchprobiert werden. Der Satz über rationale Nullstellen garantiert, dass man mit diesem endlichen Aufwand eine rationale Nullstelle findet, falls eine solche existiert.
Sind die Koeffizienten rational, so kann man ganzzahlige Koeffizienten erreichen, indem man die Gleichung mit dem Hauptnenner aller Koeffizienten multipliziert.

#### Beispiel
Als rationale Lösungen der kubischen Gleichung
{\displaystyle 3x^{3}-8x^{2}-11x+10=0}
kommen nur die ganzzahligen Teiler {\displaystyle \pm 1,\pm 2,\pm 5,\pm 10} des letzten Koeffizienten sowie {\displaystyle \pm {\tfrac {1}{3}},\pm {\tfrac {2}{3}},\pm {\tfrac {5}{3}},\pm {\tfrac {10}{3}}} in Frage. In der Tat ist {\displaystyle x_{1}={\tfrac {2}{3}}} eine Lösung, wovon man sich durch Einsetzen überzeugt. Polynomdivision liefert
{\displaystyle (3x^{3}-8x^{2}-11x+10):(x-{\tfrac {2}{3}})=3x^{2}-6x-15}
und mit der quadratischen Lösungsformel ergeben sich als weitere Lösungen {\displaystyle x_{2,3}=1\pm {\sqrt {6}}}.

### Algebraische Bestimmung
Im Folgenden wird angenommen, dass die Koeffizienten der Gleichung aus dem angeordneten Körper {\displaystyle \mathbb {R} } der reellen Zahlen mit der Ordnungsrelation {\displaystyle <} oder aus dem Körper {\displaystyle \mathbb {C} } der komplexen Zahlen stammen. Die Überlegungen lassen sich aber auch auf andere Körper übertragen, sofern die Charakteristik ungleich 2 und ungleich 3 ist. Sind allgemeiner die Koeffizienten Elemente eines Integritätsrings, können sie als Elemente des Quotientenkörpers aufgefasst werden.

#### Reduktion der Gleichung auf eine Normalform
Division durch {\displaystyle A\neq 0} führt auf der linken Seite zu einem normierten Polynom, bei dem der Koeffizient von {\displaystyle x^{3}} gleich 1 ist.
{\displaystyle x^{3}+a\cdot x^{2}+b\cdot x+c=0\quad {\text{mit}}\quad a={\frac {B}{A}},\;b={\frac {C}{A}}\;{\text{und}}\;c={\frac {D}{A}}}
Mithilfe der Substitution {\displaystyle x=z+\delta } erhält man:
{\displaystyle (z+\delta )^{3}+a\cdot (z+\delta )^{2}+b\cdot (z+\delta )+c=0}
{\displaystyle z^{3}+(3\delta +a)\cdot z^{2}+(3\delta ^{2}+2a\delta +b)\cdot z+(\delta ^{3}+a\delta ^{2}+b\delta +c)=0}
Durch die Wahl {\displaystyle \delta =-{\frac {a}{3}}} (lineare Tschirnhaus-Transformation) fällt der quadratische Summand {\displaystyle (3\delta +a)\cdot z^{2}} weg. Ist allerdings die Charakteristik des Koeffizientenrings gleich 3, so ist dies nicht möglich, weil dann {\displaystyle 3=0} gilt.
Die reduzierte Form der kubischen Gleichung (kurz reduzierte Gleichung) ist also
{\displaystyle z^{3}+p\cdot z+q=0}
mit
{\displaystyle p=3\delta ^{2}+2a\delta +b=b-{\frac {a^{2}}{3}}\quad {\text{und}}\quad q=\delta ^{3}+a\delta ^{2}+b\delta +c={\frac {2a^{3}}{27}}-{\frac {ab}{3}}+c}.
Die reduzierte Gleichung kann nun mit Hilfe der cardanischen Formel aufgelöst werden. Durch anschließende Rücksubstitution, also durch Einsetzen in {\displaystyle x=z-{\frac {a}{3}}}, lassen sich die Lösungen der ursprünglichen Gleichung bestimmen.

#### Lösung nach Cardano
Die von Gerolamo Cardano veröffentlichte Formel zur Lösung der reduzierten Gleichung {\displaystyle z^{3}+pz+q=0} lautet (in moderner Schreibweise)
{\displaystyle z={\sqrt[{3}]{-{\frac {q}{2}}+{\sqrt {R}}}}+{\sqrt[{3}]{-{\frac {q}{2}}-{\sqrt {R}}}}}
mit
{\displaystyle R=\left({\frac {q}{2}}\right)^{2}+\left({\frac {p}{3}}\right)^{3}}.
Der Radikand {\displaystyle R} hängt unmittelbar mit der Diskriminante {\displaystyle \Delta } des Polynoms {\displaystyle Z^{3}+pZ+q} zusammen. Es gilt:
{\displaystyle \Delta =-27q^{2}-4p^{3}=-108R}
Im Falle reeller Koeffizienten hat die Gleichung
- für {\displaystyle R>0} bzw. {\displaystyle \Delta <0} eine reelle Lösung und zwei konjugiert komplexe Lösungen,
- für {\displaystyle R=0} bzw. {\displaystyle \Delta =0} entweder eine zweifache und eine einfache Lösung oder (für {\displaystyle p=q=0}) eine dreifache Lösung. Dabei sind alle Lösungen reell.
- für {\displaystyle R<0} bzw. {\displaystyle \Delta >0} drei verschiedene reelle Lösungen. Allerdings enthält die cardanische Formel in diesem Fall die Quadratwurzel aus einer negativen Zahl (casus irreducibilis). Sie kann dann nicht unmittelbar verwendet werden.

Im Falle einer komplexen Gleichung sind die Kubikwurzeln
{\displaystyle u={\sqrt[{3}]{-{\frac {q}{2}}+{\sqrt {R}}}}\quad } und {\displaystyle \quad v={\sqrt[{3}]{-{\frac {q}{2}}-{\sqrt {R}}}}}
nicht eindeutig definiert wie im Reellen. Sie müssen so gewählt werden, dass die Beziehung {\displaystyle uv=-{\tfrac {1}{3}}p} erfüllt ist.
Unter dieser Voraussetzung sind die drei (nicht notwendig verschiedenen) Lösungen {\displaystyle z_{1},z_{2},z_{3}} gegeben durch
{\displaystyle z_{1}=u+v,\quad z_{2}=u\zeta +v\zeta ^{2},\quad z_{3}=u\zeta ^{2}+v\zeta },
wobei {\displaystyle \zeta ={\frac {-1+{\sqrt {3}}\mathrm {i} }{2}}} eine der beiden primitiven dritten Einheitswurzeln ist.

#### Trigonometrische Lösung nach Vieta
Im Falle einer reellen Gleichung mit {\displaystyle R<0} bzw. {\displaystyle \Delta >0}  (casus irreducibilis) führt die Formel von Cardano zu einer Quadratwurzel aus einer negativen Zahl. François Viète (Franciscus Vieta) fand eine Möglichkeit, die drei (in diesem Fall reellen) Lösungen mithilfe trigonometrischer Funktionen auszudrücken.
Durch Einsetzen von {\displaystyle z=u\cos \theta } in die reduzierte Gleichung {\displaystyle z^{3}+pz+q=0} und Multiplikation mit {\displaystyle {\frac {4}{u^{3}}}} erhält man
{\displaystyle 4\cos ^{3}\theta +{\frac {4p}{u^{2}}}\cos \theta +{\frac {4q}{u^{3}}}=0}.
Vergleich mit der trigonometrischen Identität (Folgerung aus den Additionstheoremen)
{\displaystyle 4\cos ^{3}\theta -3\cos \theta -\cos(3\theta )=0}
zeigt, dass die ersten beiden Summanden der beiden Gleichungen übereinstimmen, wenn die Bedingung {\displaystyle u=2{\sqrt {-{\frac {p}{3}}}}} erfüllt ist. Man erhält daraus die Beziehung
{\displaystyle \cos(3\theta )={\frac {3q}{2p}}{\sqrt {-{\frac {3}{p}}}}}.
(Aus {\displaystyle R<0} folgt {\displaystyle p<0}, weshalb die Quadratwurzel auch im Reellen definiert ist.)
Die Lösungen der reduzierten Gleichung {\displaystyle z^{3}+px+q=0} erhält man durch Auflösen nach {\displaystyle \theta } und Einsetzen in {\displaystyle z=u\cos \theta }.
{\displaystyle z_{k}=2{\sqrt {-{\frac {p}{3}}}}\cos \left({\frac {1}{3}}\arccos \left({\frac {3q}{2p}}{\sqrt {-{\frac {3}{p}}}}\right)-{\frac {2\pi k}{3}}\right)} mit {\displaystyle k=0,1,2}

#### Analytische Bestimmung der reellen Lösungen der reellen Gleichung

##### Der Fallp= 0
Fall 1:   {\displaystyle p=0}
Hier erhält man {\displaystyle z={\sqrt[{3}]{-q}}={\tfrac {1}{3}}{\sqrt[{3}]{a^{3}-27c}}}. Nach Rücksubstitution ergibt sich als einzige reelle Lösung {\displaystyle x={\tfrac {1}{3}}\left({\sqrt[{3}]{a^{3}-27c}}-a\right)}.
Unterfall 1a:   {\displaystyle p=0} und {\displaystyle q=0}
Die einzige reelle Lösung {\displaystyle z=0} und {\displaystyle x=-{\tfrac {a}{3}}} hat die Vielfachheit 3.

##### Die Fälle mitp≠ 0
Eine Lösungsstrategie für die verbleibenden Lösungen, die ohne die Verwendung komplexer Zahlen auskommt, ist die folgende:

Die reduzierte Form wird durch Substitution mit Hilfe einer geeigneten trigonometrischen oder hyperbolischen Funktion so umgeformt, dass sie auf bekannte Additionstheoreme zurückgeführt werden kann.
Geeignete Funktionen sind:
| Funktion {\displaystyle f} | Wertebereich                       | Additionstheorem                                                              | {\displaystyle \sigma } | kubische Gleichung                                                                   | Fall |
| {\displaystyle \cos }      | {\displaystyle \|f(\eta )\|\leq 1} | {\displaystyle \cos(3\eta )=4\cos ^{3}(\eta )-3\cos(\eta )}                   | {\displaystyle -1}      | {\displaystyle f(\eta )^{3}+{\tfrac {3}{4}}\sigma f(\eta )={\tfrac {1}{4}}f(3\eta )} | 2    |
| {\displaystyle \cosh }     | {\displaystyle f(\eta )\geq 1}     | {\displaystyle \cosh(3\eta )=4\cosh ^{3}(\eta )-3\cosh(\eta )}                | {\displaystyle -1}      | {\displaystyle f(\eta )^{3}+{\tfrac {3}{4}}\sigma f(\eta )={\tfrac {1}{4}}f(3\eta )} | 3    |
| {\displaystyle -\cosh }    | {\displaystyle f(\eta )\leq -1}    | {\displaystyle (-\cosh )(3\eta )\;=\;4(-\cosh )^{3}(\eta )-3(-\cosh )(\eta )} | {\displaystyle -1}      | {\displaystyle f(\eta )^{3}+{\tfrac {3}{4}}\sigma f(\eta )={\tfrac {1}{4}}f(3\eta )} | 3    |
| {\displaystyle \sinh }     | beliebig reell                     | {\displaystyle \sinh(3\eta )=4\sinh ^{3}(\eta )\,+3\sinh(\eta )}              | {\displaystyle +1}      | {\displaystyle f(\eta )^{3}+{\tfrac {3}{4}}\sigma f(\eta )={\tfrac {1}{4}}f(3\eta )} | 4    |

Die aufgeführten Additionstheoreme sind so parametrisiert, dass sie sich in dieselbe kubische Gleichung überführen lassen, die sich mit der reduzierten Form der gegebenen Gleichung
{\displaystyle f(\eta )^{3}+{\frac {p}{\alpha ^{2}}}\cdot f(\eta )+{\frac {q}{\alpha ^{3}}}=0}
zur Deckung bringen lässt. Mithilfe der Setzung {\displaystyle \sigma :=\operatorname {sgn}(p)} erhält man durch Koeffizientenvergleich sofort
{\displaystyle {\frac {3}{4}}\sigma ={\frac {p}{\alpha ^{2}}}\;\Longleftrightarrow \;\alpha =2{\sqrt {\frac {|p|}{3}}}}     und     {\displaystyle -{\frac {1}{4}}f(3\eta )={\frac {q}{\alpha ^{3}}}=q{\frac {3\sigma }{4p}}{\frac {1}{2}}{\sqrt {\frac {3}{|p|}}}={\frac {q}{8}}{\sqrt {\frac {27}{|p^{3}|}}}}.
Somit lässt sich {\displaystyle \eta } durch die ursprünglichen Koeffizienten {\displaystyle p} und {\displaystyle q} ausdrücken:
{\displaystyle f(3\eta )=\Gamma \;\Longleftrightarrow \;\eta ={\frac {1}{3}}f^{\langle -1\rangle }\left(\Gamma \right)},
wobei {\displaystyle \Gamma :=-{\tfrac {q}{2}}{\sqrt {\tfrac {27}{|p^{3}|}}}=-\operatorname {sgn}(q){\sqrt {\left|{\tfrac {27R}{p^{3}}}-1\right|}}} gesetzt ist und {\displaystyle f^{\langle -1\rangle }} eine zugehörige Arkus- oder Areafunktion bezeichnet. Durch Rücksubstitution kann dann die endgültige Lösung der kubischen Gleichung ermittelt werden. Aus {\displaystyle \alpha =2{\sqrt {\tfrac {|p|}{3}}}={\tfrac {2}{3}}{\sqrt {|a^{2}-3b|}}}, {\displaystyle \beta =-{\tfrac {a}{3}}} und {\displaystyle z=f(\eta )} erhält man somit
{\displaystyle x=\alpha z+\beta ={\tfrac {1}{3}}\left(2{\sqrt {|a^{2}-3b|}}\cdot f(\eta )-a\right)}.
Als erstes bestimmt das Vorzeichen von {\displaystyle p} die Wahl der Substitutionsfunktion {\displaystyle f}, in zweiter Linie {\displaystyle \Gamma }, das im reellen Wertebereich von {\displaystyle f} liegen muss.
Fall 2:   {\displaystyle R\leq 0} bzw. {\displaystyle \Delta \geq 0}   (woraus   {\displaystyle p<0}   und   {\displaystyle \left|\Gamma \right|\leq 1}   folgt):
Substitution mit {\displaystyle z:=\cos {\eta }}, entspricht {\displaystyle \cos {3\eta }=\Gamma .}
Es ergeben sich drei mögliche Lösungen zu
{\displaystyle x_{k}={\tfrac {1}{3}}\left(2{\sqrt {a^{2}-3b}}\cdot \cos {\eta _{k}}-a\right)} mit {\displaystyle \eta _{k}={\tfrac {1}{3}}\left(\arccos {\left(\Gamma \right)}+2k\pi \right)} und {\displaystyle k\in \{0;1;2\}}
Unterfall 2a:   {\displaystyle R=0} bzw. {\displaystyle \Delta =0}   (woraus   {\displaystyle \left|\Gamma \right|=1}   folgt):
Es gibt nur zwei Lösungen. Die reduzierte Form vereinfacht sich zu {\displaystyle 0=z^{3}-{\tfrac {3}{4}}z\mp {\tfrac {1}{4}}=(z\mp 1)\left(z\pm {\tfrac {1}{2}}\right)^{2}}. Aus den Linearfaktoren lassen sich nun direkt die zwei Lösungen {\displaystyle z_{1}=\pm 1} und {\displaystyle z_{2}=\mp {\tfrac {1}{2}}} ablesen. Zum selben Ergebnis führt {\displaystyle 3\eta =\pm \operatorname {arccos} (\pm 1)\in \{0,\pi \}}, also {\displaystyle \eta \in \left\{0,\pm {\tfrac {2\pi }{3}}\right\}} bzw. {\displaystyle \eta \in \left\{\pi ,\pm {\tfrac {\pi }{3}}\right\}}. Entsprechend ist {\displaystyle x_{1}={\tfrac {1}{3}}\left(2{\sqrt {a^{2}-3b}}-a\right)} und {\displaystyle x_{2}=-{\tfrac {1}{3}}\left({\sqrt {a^{2}-3b}}+a\right)}. Die letztere Lösung hat die Vielfachheit 2.
Fall 3:   {\displaystyle R>0} bzw. {\displaystyle \Delta <0}   und   {\displaystyle p<0}   (woraus   {\displaystyle |\Gamma |>1}   und   {\displaystyle q\neq 0}   folgt):
Substitution mit {\displaystyle z:=\left(-\operatorname {sgn}(q)\cosh \right)(\eta )}, entspricht {\displaystyle \left(-\operatorname {sgn}(q)\cosh \right)(3\eta )=\Gamma =-{\tfrac {q}{2}}{\sqrt {\tfrac {27}{|p^{3}|}}}}, also {\displaystyle \cosh(3\eta )=|\Gamma |.}
Zunächst hat man zwei Lösungen {\displaystyle 3\eta =\pm \operatorname {arcosh} \left(|\Gamma |\right)}, die wegen {\displaystyle \cosh(\pm \eta )=\cosh \eta } wieder in eins geworfen werden. Also: {\displaystyle x=-{\tfrac {1}{3}}\left(2{\sqrt {a^{2}-3b}}\cdot \operatorname {sgn}(q)\cosh {\eta }+a\right)} mit {\displaystyle \eta ={\tfrac {1}{3}}\operatorname {arcosh} \left(\left|\Gamma \right|\right)}.
Grenzfall 3a:   {\displaystyle R=0} bzw. {\displaystyle \Delta =0}   und   {\displaystyle p<0}   (woraus   {\displaystyle \Gamma =\pm 1}   folgt):
{\displaystyle 3\eta =\pm \operatorname {arcosh} (1)=0}, also {\displaystyle \eta =0} und {\displaystyle x_{1}={\tfrac {1}{3}}\left(2{\sqrt {a^{2}-3b}}-a\right)}.
Bemerkung:
Die zwei anderen (rein-imaginären) Lösungen {\displaystyle 3\eta =\pm 2\pi \mathrm {i} } von {\displaystyle \cosh(3\eta )=1} werden durch die Anwendung von {\displaystyle \cosh } ins Reelle zurückgeworfen: {\displaystyle \cosh(\eta )=\cosh \left(\pm {\tfrac {2\pi \mathrm {i} }{3}}\right)=-{\tfrac {1}{2}}}. Das Ergebnis ist wie im Unterfall 2a: {\displaystyle z_{1}=-\operatorname {sgn}(q)\cosh(0)=-\operatorname {sgn}(q)} und {\displaystyle z_{2}=-\operatorname {sgn}(q)\cosh \left(\pm {\tfrac {2\pi \mathrm {i} }{3}}\right)={\tfrac {\operatorname {sgn}(q)}{2}}}.
Fall 4:   {\displaystyle R>0} bzw. {\displaystyle \Delta <0}   und   {\displaystyle p>0}:
Substitution mit {\displaystyle z:=\sinh {\eta }}, entspricht {\displaystyle \sinh {3\eta }=\Gamma .}
Als Ergebnis folgt:
{\displaystyle x={\frac {1}{3}}\left(2{\sqrt {3b-a^{2}}}\cdot \sinh {\eta }-a\right)} mit {\displaystyle \eta ={\frac {1}{3}}\operatorname {arsinh} {(\Gamma )}}
Es ergibt sich eine reelle Lösung.

#### Charakteristik 2 und 3
Hat der Koeffizientenkörper {\displaystyle K} die Charakteristik {\displaystyle \chi =2} oder {\displaystyle \chi =3~,} dann lassen sich die Formeln, insbesondere die Cardanische, wegen der Divisionen durch {\displaystyle \chi } nicht anwenden – im Fall {\displaystyle \chi =3} lässt sich die Gleichung nicht einmal auf die reduzierte Form bringen.
Ein wichtiges Hilfsmittel zur Untersuchung der Nullstellen ist die formale Ableitung {\displaystyle y'}, die, wenn sie nicht konstant ist, eine einzige Wurzel hat, denn sie ist im Fall {\displaystyle \chi =3} linear und im Fall {\displaystyle \chi =2} vom Grad 2 mit einer zweifachen Nullstelle. Durch Bilden des größten gemeinsamen Teilers {\displaystyle \operatorname {ggT} (y,y')} kann festgestellt werden, ob {\displaystyle y} mehrfache Nullstellen hat.

### Lösungsformel
Die folgenden Formeln für die Lösung einer kubischen Gleichung beruhen auf einer Zerlegung in einen linearen und einen quadratischen Faktor.
{\displaystyle x^{3}+a_{2}x^{2}+a_{1}x+a_{0}=(x-x_{1})\,(x^{2}+px+q)}
Hilfsgrößen:
```

  

    

      

        
a

        
:=

        
12

        

          
a

          

            
1

          

          

            
3

          

        

        
−

        
3

        

          
a

          

            
1

          

          

            
2

          

        

        

          
a

          

            
2

          

          

            
2

          

        

        
−

        
54

        

          
a

          

            
0

          

        

        

          
a

          

            
1

          

        

        

          
a

          

            
2

          

        

        
+

        
81

        

          
a

          

            
0

          

          

            
2

          

        

        
+

        
12

        

          
a

          

            
0

          

        

        

          
a

          

            
2

          

          

            
3

          

        

      

    

    
{\displaystyle a:=12a_{1}^{3}-3a_{1}^{2}a_{2}^{2}-54a_{0}a_{1}a_{2}+81a_{0}^{2}+12a_{0}a_{2}^{3}}

  

  

    

      

        
b

        
:=

        

          

            

              
36

              

                
a

                

                  
1

                

              

              

                
a

                

                  
2

                

              

              
−

              
108

              

                
a

                

                  
0

                

              

              
−

              
8

              

                
a

                

                  
2

                

                

                  
3

                

              

              
+

              
12

              

                

                  
a

                

              

            

            

              
3

            

          

        

      

    

    
{\displaystyle b:={\sqrt[{3}]{36a_{1}a_{2}-108a_{0}-8a_{2}^{3}+12{\sqrt {a}}}}}

  

Die Quadratwurzel 

  

    

      

        

          

            
a

          

        

      

    

    
{\displaystyle {\sqrt {a}}}

  

 muss (in 

  

    

      

        

          
C

        

      

    

    
{\displaystyle \mathbb {C} }

  

) so gewählt werden, dass 

  

    

      

        
b

        
≠

        
0

      

    

    
{\displaystyle b\neq 0}

  

 gilt.
```

Koeffizienten des quadratischen Faktors:
```

  

    

      

        
p

        
=

        

          

            

              

                
b

                

                  
2

                

              

              
−

              
12

              

                
a

                

                  
1

                

              

              
+

              
4

              

                
a

                

                  
2

                

                

                  
2

                

              

              
+

              
4

              

                
a

                

                  
2

                

              

              
b

            

            

              
6

              
b

            

          

        

      

    

    
{\displaystyle p={\frac {b^{2}-12a_{1}+4a_{2}^{2}+4a_{2}b}{6b}}}

  

  

    

      

        
q

        
=

        

          

            

              

                
a

                

                  
1

                

              

              

                
a

                

                  
2

                

              

              
b

              
−

              
9

              

                
a

                

                  
0

                

              

              
b

              
+

              
b

              

                

                  
a

                

              

              
+

              

                
a

                

                  
1

                

              

              

                
b

                

                  
2

                

              

              
−

              
2

              

                
a

                

                  
1

                

              

              

                
a

                

                  
2

                

                

                  
2

                

              

              
−

              
18

              

                
a

                

                  
0

                

              

              

                
a

                

                  
2

                

              

              
+

              
2

              

                
a

                

                  
2

                

              

              

                

                  
a

                

              

              
+

              
12

              

                
a

                

                  
1

                

                

                  
2

                

              

            

            

              
3

              

                
b

                

                  
2

                

              

            

          

        

      

    

    
{\displaystyle q={\frac {a_{1}a_{2}b-9a_{0}b+b{\sqrt {a}}+a_{1}b^{2}-2a_{1}a_{2}^{2}-18a_{0}a_{2}+2a_{2}{\sqrt {a}}+12a_{1}^{2}}{3b^{2}}}}

  

Die Quadratwurzel 

  

    

      

        

          

            
a

          

        

      

    

    
{\displaystyle {\sqrt {a}}}

  

 muss wie oben gewählt werden.
```

Lösungen:
```

  

    

      

        

          
x

          

            
1

          

        

        
=

        
p

        
−

        

          
a

          

            
2

          

        

      

    

    
{\displaystyle x_{1}=p-a_{2}}

  

  

    

      

        

          
x

          

            
2

          

        

        
=

        
−

        

          

            
p

            
2

          

        

        
+

        

          
i

        

        

          

            
−

            

              

                
(

              

            

            

              

                
p

                
2

              

            

            

              

                

                  
)

                

              

              

                
2

              

            

            
+

            
q

          

        

      

    

    
{\displaystyle x_{2}=-{\frac {p}{2}}+\mathrm {i} {\sqrt {-{\Bigl (}{\frac {p}{2}}{\Bigr )}^{2}+q}}}

  

  

    

      

        

          
x

          

            
3

          

        

        
=

        
−

        

          

            
p

            
2

          

        

        
−

        

          
i

        

        

          

            
−

            

              

                
(

              

            

            

              

                
p

                
2

              

            

            

              

                

                  
)

                

              

              

                
2

              

            

            
+

            
q

          

        

      

    

    
{\displaystyle x_{3}=-{\frac {p}{2}}-\mathrm {i} {\sqrt {-{\Bigl (}{\frac {p}{2}}{\Bigr )}^{2}+q}}}

  

```

Beispiel 1: Für {\displaystyle x^{3}-x^{2}-x-2=0}  ergibt sich:
```

  

    

      

        
a

        
=

        
441

      

    

    
{\displaystyle a=441}

  

, 

  

    

      

        
b

        
=

        
8

      

    

    
{\displaystyle b=8}

  

,  

  

    

      

        
p

        
=

        
1

      

    

    
{\displaystyle p=1}

  

, 

  

    

      

        
q

        
=

        
1

      

    

    
{\displaystyle q=1}

  

  

    

      

        

          
x

          

            
1

          

        

        
=

        
2

      

    

    
{\displaystyle x_{1}=2}

  

  

    

      

        

          
x

          

            
2

          

        

        
=

        
−

        

          

            
1

            
2

          

        

        
+

        

          

            
1

            
2

          

        

        

          
i

        

        

          

            
3

          

        

      

    

    
{\displaystyle x_{2}=-{\frac {1}{2}}+{\frac {1}{2}}\mathrm {i} {\sqrt {3}}}

  

  

    

      

        

          
x

          

            
3

          

        

        
=

        
−

        

          

            
1

            
2

          

        

        
−

        

          

            
1

            
2

          

        

        

          
i

        

        

          

            
3

          

        

      

    

    
{\displaystyle x_{3}=-{\frac {1}{2}}-{\frac {1}{2}}\mathrm {i} {\sqrt {3}}}

  

```

Beispiel 2: Für {\displaystyle x^{3}-3x^{2}-3x-1=0}  ergibt sich:
```

  

    

      

        
a

        
=

        
324

      

    

    
{\displaystyle a=324}

  

, 

  

    

      

        
b

        
=

        
6

        

          

            
4

            

              
3

            

          

        

      

    

    
{\displaystyle b=6{\sqrt[{3}]{4}}}

  

,  

  

    

      

        
p

        
=

        

          

            
4

            

              
3

            

          

        

        
+

        

          

            
2

            

              
3

            

          

        

        
−

        
2

      

    

    
{\displaystyle p={\sqrt[{3}]{4}}+{\sqrt[{3}]{2}}-2}

  

, 

  

    

      

        
q

        
=

        

          

            
2

            

              
3

            

          

        

        
−

        
1

      

    

    
{\displaystyle q={\sqrt[{3}]{2}}-1}

  

  

    

      

        

          
x

          

            
1

          

        

        
=

        

          

            
4

            

              
3

            

          

        

        
+

        

          

            
2

            

              
3

            

          

        

        
+

        
1

      

    

    
{\displaystyle x_{1}={\sqrt[{3}]{4}}+{\sqrt[{3}]{2}}+1}

  

  

    

      

        

          
x

          

            
2

          

        

        
=

        
−

        

          

            
1

            
2

          

        

        

          

            
4

            

              
3

            

          

        

        
−

        

          

            
1

            
2

          

        

        

          

            
2

            

              
3

            

          

        

        
+

        
1

        
+

        

          

            
1

            
2

          

        

        

          
i

        

        

          

            
6

            

              

                
2

                

                  
3

                

              

            

            
−

            
12

            
+

            
3

            

              

                
4

                

                  
3

                

              

            

          

        

      

    

    
{\displaystyle x_{2}=-{\frac {1}{2}}{\sqrt[{3}]{4}}-{\frac {1}{2}}{\sqrt[{3}]{2}}+1+{\frac {1}{2}}\mathrm {i} {\sqrt {6{\sqrt[{3}]{2}}-12+3{\sqrt[{3}]{4}}}}}

  

  

    

      

        

          
x

          

            
3

          

        

        
=

        
−

        

          

            
1

            
2

          

        

        

          

            
4

            

              
3

            

          

        

        
−

        

          

            
1

            
2

          

        

        

          

            
2

            

              
3

            

          

        

        
+

        
1

        
−

        

          

            
1

            
2

          

        

        

          
i

        

        

          

            
6

            

              

                
2

                

                  
3

                

              

            

            
−

            
12

            
+

            
3

            

              

                
4

                

                  
3

                

              

            

          

        

      

    

    
{\displaystyle x_{3}=-{\frac {1}{2}}{\sqrt[{3}]{4}}-{\frac {1}{2}}{\sqrt[{3}]{2}}+1-{\frac {1}{2}}\mathrm {i} {\sqrt {6{\sqrt[{3}]{2}}-12+3{\sqrt[{3}]{4}}}}}

  

```

Beispiel 3: Für {\displaystyle x^{3}+x^{2}-2x-2=0}  ergibt sich:
```

  

    

      

        
a

        
=

        
−

        
24

      

    

    
{\displaystyle a=-24}

  

, 

  

    

      

        
b

        
=

        
1

        
+

        
3

        

          

            
2

          

        

        
+

        
(

        

          

            
6

          

        

        
−

        

          

            
3

          

        

        
)

        

          
i

        

      

    

    
{\displaystyle b=1+3{\sqrt {2}}+({\sqrt {6}}-{\sqrt {3}})\mathrm {i} }

  

,  

  

    

      

        
p

        
=

        
1

        
+

        

          

            
2

          

        

      

    

    
{\displaystyle p=1+{\sqrt {2}}}

  

, 

  

    

      

        
q

        
=

        

          

            
2

          

        

      

    

    
{\displaystyle q={\sqrt {2}}}

  

  

    

      

        

          
x

          

            
1

          

        

        
=

        

          

            
2

          

        

      

    

    
{\displaystyle x_{1}={\sqrt {2}}}

  

  

    

      

        

          
x

          

            
2

          

        

        
=

        
−

        

          

            
2

          

        

      

    

    
{\displaystyle x_{2}=-{\sqrt {2}}}

  

  

    

      

        

          
x

          

            
3

          

        

        
=

        
−

        
1

      

    

    
{\displaystyle x_{3}=-1}

  

```

Beispiel 4: Für {\displaystyle x^{3}+4x^{2}+2x-4=0}  ergibt sich:
```

  

    

      

        
a

        
=

        
−

        
144

      

    

    
{\displaystyle a=-144}

  

, 

  

    

      

        
b

        
=

        
1

        
+

        
3

        

          

            
3

          

        

        
+

        
(

        
3

        
−

        

          

            
3

          

        

        
)

        

          
i

        

      

    

    
{\displaystyle b=1+3{\sqrt {3}}+(3-{\sqrt {3}})\mathrm {i} }

  

,  

  

    

      

        
p

        
=

        
3

        
+

        

          

            
3

          

        

      

    

    
{\displaystyle p=3+{\sqrt {3}}}

  

, 

  

    

      

        
q

        
=

        
2

        
+

        
2

        

          

            
3

          

        

      

    

    
{\displaystyle q=2+2{\sqrt {3}}}

  

  

    

      

        

          
x

          

            
1

          

        

        
=

        
−

        
1

        
+

        

          

            
3

          

        

      

    

    
{\displaystyle x_{1}=-1+{\sqrt {3}}}

  

  

    

      

        

          
x

          

            
2

          

        

        
=

        
−

        
1

        
−

        

          

            
3

          

        

      

    

    
{\displaystyle x_{2}=-1-{\sqrt {3}}}

  

  

    

      

        

          
x

          

            
3

          

        

        
=

        
−

        
2

      

    

    
{\displaystyle x_{3}=-2}

  

```

### Schnelle numerische Berechnung
Die Methode von Deiters und Macías-Salinas bringt die kubische Funktion zunächst einmal in die Form {\displaystyle f(x)=x^{3}+a_{2}x^{2}+a_{1}x+a_{0}} und verwendet dann die Laguerre-Samuelson-Ungleichung, um Schranken für die Lösungen zu finden.
{\displaystyle x_{\mathrm {u,o} }:=x_{\mathrm {infl} }\pm {\frac {2}{3}}{\sqrt {d}}}.
Hierbei ist {\displaystyle d:=a_{2}^{2}-3a_{1}}, und {\displaystyle x_{\mathrm {infl} }:=-a_{2}/3} ist der Abszissenwert des Wendepunkts. Dann sind folgende Fälle zu unterscheiden:
1. {\displaystyle f(x_{\mathrm {infl} })=0}: Dann ist die Wendestelle die erste Lösung, {\displaystyle x_{1}=x_{\mathrm {infl} }}.
2. {\displaystyle d=0}: Dann ist {\displaystyle x_{1}=x_{\mathrm {infl} }-{\sqrt[{3}]{f(x_{\mathrm {infl} })}}} eine Lösung.
3. Andernfalls wird iterativ eine Näherungslösung {\displaystyle x_{1}} bestimmt. Dies geschieht ausgehend vom Startwert

{\displaystyle x_{1,\mathrm {init} }={\begin{cases}x_{\mathrm {u} }&{\text{wenn }}d>0\land f(x_{\mathrm {infl} })>0\\x_{\mathrm {infl} }&{\text{wenn }}d<0\\x_{\mathrm {o} }&{\text{wenn }}d>0\land f(x_{\mathrm {infl} })<0\end{cases}}}
mit dem Halley-Verfahren:
{\displaystyle x_{1}\;\;\;\leftarrow \;x_{1}-{\frac {f(x_{1})f^{\prime }(x_{1})}{f^{\prime }(x_{1})^{\,2}-{\frac {1}{2}}f(x_{1})f^{\prime \prime }(x_{1})}}}.
Anschließend wird durch Polynomdivision die quadratische Funktion {\displaystyle g(x)={\bigl (}f(x)-e{\bigr )}/(x-x_{1})} (mit kleinem {\displaystyle e:=f(x_{1})}, dessen Betrag von der erzielten Genauigkeit abhängt) gebildet, deren Nullstellen (im Fall {\displaystyle e=0}) direkt ausgerechnet werden können:
{\displaystyle g(x)=x^{2}+b_{1}x+b_{0}} mit {\displaystyle b_{1}=x_{1}+a_{2}} und {\displaystyle b_{0}=b_{1}x_{1}+a_{1}}.
Bei sorgfältiger Implementierung (siehe revidierte Zusatzinformationen zur Originalpublikation) ist dieses Verfahren auf modernen Prozessoren (2014, Architektur x86-64) um den Faktor 1,2 bis 10 schneller als die auf vergleichbare Genauigkeit ausgewerteten Cardanischen Formeln.